# گرانتسین
گرانتسین (به آلمانی: Granzin) یک شهر در آلمان است که در لودویگسلوست-پارشیم واقع شده‌است. گرانتسین ۵۳۶ نفر جمعیت دارد.